# Кібець Леонід Федорович
Леонід Федорович Кібець (нар. 9 жовтня 1931, село Новомиколаївка, тепер Вітовського району Миколаївської області) — український радянський партійний діяч. Депутат Верховної Ради УРСР 9—11-го скликань. Член Ревізійної Комісії КПУ в 1976—1986 р.

## Біографія
У 1951—1955 роках — бригадир, інженер-технолог, змінний майстер, секретар комітету ЛКСМУ Харківського турбінного заводу імені Кірова.
Член КПРС з 1955 року.
Закінчив Український заочний політехнічний інститут.
У 1955—1960 роках — 1-й секретар Сталінського районного комітету ЛКСМУ міста Харкова; 2-й секретар Харківського обласного комітету ЛКСМУ.
У 1960 — серпні 1972 року — інструктор ЦК КПУ, інспектор ЦК КПУ.
14 серпня 1972 — 6 червня 1973 року — секретар Кіровоградського обласного комітету КПУ.
6 червня 1973 — 6 травня 1987 року — 2-й секретар Кіровоградського обласного комітету КПУ.
У 1987—1990 роках — голова Кіровоградського обласного комітету народного контролю.

## Нагороди
- ордени
- медалі